# Elias Martello Curzel
Elias Martello Curzel (Vacaria, 12 luglio 1995) è un calciatore brasiliano, portiere dell'Operário-PR in prestito dall'Itabirito.

## Carriera
Cresciuto nelle giovanili della Juventude, ha esordito in prima squadra il 27 giugno 2015 in occasione del match di campionato vinto 4-3 contro il Madureira.

## Statistiche

### Presenze e reti nei club
Statistiche aggiornate al 16 giugno 2018.
| Stagione           | Squadra            | Campionato         | Campionato | Campionato | Coppe nazionali | Coppe nazionali | Coppe nazionali | Coppe continentali | Coppe continentali | Coppe continentali | Altre coppe | Altre coppe | Altre coppe | Totale | Totale | Totale |
| Stagione           | Squadra            | Comp               | Pres       | Reti       | Comp            | Pres            | Reti            | Comp               | Pres               | Reti               | Comp        | Pres        | Reti        | Pres   | Reti   |        |
| ------------------ | ------------------ | ------------------ | ---------- | ---------- | --------------- | --------------- | --------------- | ------------------ | ------------------ | ------------------ | ----------- | ----------- | ----------- | ------ | ------ | ------ |
| 2015               | Juventude          | PD/RS+C            | 0+14       | -19        | CB              | 0               | 0               |                    | -                  | -                  |             | -           | -           | 14     | -19    |        |
| 2016               | Juventude          | PD/RS+C            | 17+17      | -20;-18    | CB              | 8               | -5              |                    | -                  | -                  |             | -           | -           | 42     | -43    |        |
| Totale Juventude   | Totale Juventude   | Totale Juventude   | 48         | -57        |                 | 8               | -5              |                    | 0                  | 0                  |             | -           | -           | 56     | -62    |        |
| 2017               | Chapecoense        | PD/SC+A            | 6+0        | -8         | CB              | 1               | -1              | CL+CS+RS           | 0                  | 0                  | PL          | 1           | 0           | 8      | -9     |        |
| 2018               | Chapecoense        | PD/SC+A            | 2+0        | -2         | CB              | 0               | 0               | CL                 | 0                  | 0                  |             | -           | -           | 2      | -2     |        |
| Totale Chapecoense | Totale Chapecoense | Totale Chapecoense | 8          | -10        |                 | 1               | -1              |                    | 0                  | 0                  |             | 1           | 0           | 10     | -11    |        |
| 2018               | Vitória            | PD/BA+A            | 0+6        | -13        | CB              | 0               | 0               |                    | -                  | -                  |             | -           | -           | 6      | -13    |        |
| Totale carriera    | Totale carriera    | Totale carriera    | 62         | -80        |                 | 9               | -6              |                    | 0                  | 0                  |             | 1           | 0           | 72     | -86    |        |

## Palmarès

### Club

#### Competizioni nazionali
- Campeonato Brasileiro Série B: 1

Chapecoense: 2020

#### Competizioni statali
- Campeonato Catarinense: 2

Chapecoense: 2017, 2020
- Campeonato Paranaense: 1

Operario: 2025